# Нова-Алианса
Нова-Алианса (порт. Nova Aliança)  —  муниципалитет в Бразилии, входит в штат Сан-Паулу. Составная часть мезорегиона Сан-Жозе-ду-Риу-Прету. Входит в экономико-статистический  микрорегион Сан-Жозе-ду-Риу-Прету. Население составляет 5192 человека на 2006 год. Занимает площадь 217,829 км². Плотность населения — 23,8 чел./км².

## История
Город основан 13 октября 1914 года.

## Статистика
- Валовой внутренний продукт на 2003 составляет 42.358.699,00 реалов (данные: Бразильский институт географии и статистики).
- Валовой внутренний продукт на душу населения на 2003 составляет 8.475,13 реалов (данные: Бразильский институт географии и статистики).
- Индекс развития человеческого потенциала на 2000 составляет 0,806 (данные: Программа развития ООН).